# Murchison Highway
Der Murchison Highway ist eine australische Fernstraße, die von der Westküste Tasmaniens in die Nähe von Burnie verläuft und am 13. Dezember 1963 eröffnet wurde. Der Abschnitt von Waratah nach Burnie hieß bis höchstens 1973 Waratah Highway.

## Verlauf
Die Straße beginnt 4 km östlich von Zeehan als Fortsetzung des Zeehan Highway und führt zunächst nach Nord-Nordosten. Am Pieman River biegt sie nach Osten ab und führt durch die Stadt Rosebery. 7 km östlich der Stadt zweigt die Anthony Main Road (B28) nach Queenstown ab und der Highway wendet sich nach Norden. Dann überquert er den Murchison River, führt entlang des Lake Rosebery nach Norden durch die Siedlung Tullah und überquert den Mackintosh River. Wenig später zweigt die Pieman Road (C252) zum Reece-Staudamm nach Westen ab. Der Highway führt weiter nach Norden und überquert den Bulgobac River und den Que River. Dort zweigt die Belvoir Road (C132) Richtung Sheffield nach Osten ab. Bald danach überquert der Murchison Highway den Hatfield River und wendet sich nach Nord-Nordwest. Zwischen Guildford und Waratah zweigt die Mount Road (B23) nach Waratah und Savage River im Westen und der Ridgley Highway (B18) nach Burnie im Norden ab. Der Highway führt weiter nach Norden über Parrawe durch die Hellyer Gorge State Reserve, wo er den Hellyer River überquert. Vorbei an den Siedlungen Oonah und Henrietta führt die Strecke weiter nach Nordosten in die Kleinstadt Yolla, wo nach Norden die Mount Hicks Road (B26) nach Wynyard abzweigt. Auf dem letzten Stück nach Somerset passiert der Murchison Highway die Kleinstadt Elliot. In Somerset ist er an den Bass Highway (A2) angebunden.

## Bedeutung
Vor dem Bau dieser Fernstraße wurden die meisten Güter von der Westküste an die Nordküste von der Emu Bay Railway transportiert oder von Regatta Point oder Strahan im Macquarie Harbour verschifft.
Teile der Fernstraße wurden durch Straßen, die von Hydro Tasmania während des Staudammprojektes am oberen Pieman River und am Henty River gebaut wurden, überflüssig. Z. B. gibt es eine schnelle Querverbindung von Queenstown nach Tullah knapp westlich der West Coast Range.

## Straßenzustand
Im Winter ist auf dieser Straße mit Eis und Schnee zu rechnen. Einer der gefährlichsten Abschnitte ist der am Rande des Mount Black (bei Rosebery), wo schon viele Unfälle passiert sind. Auch die Strecke von Rosebery nach Zeehan kann bei kaltem und nassem Wetter gefährlich werden.